# Clémence Royer

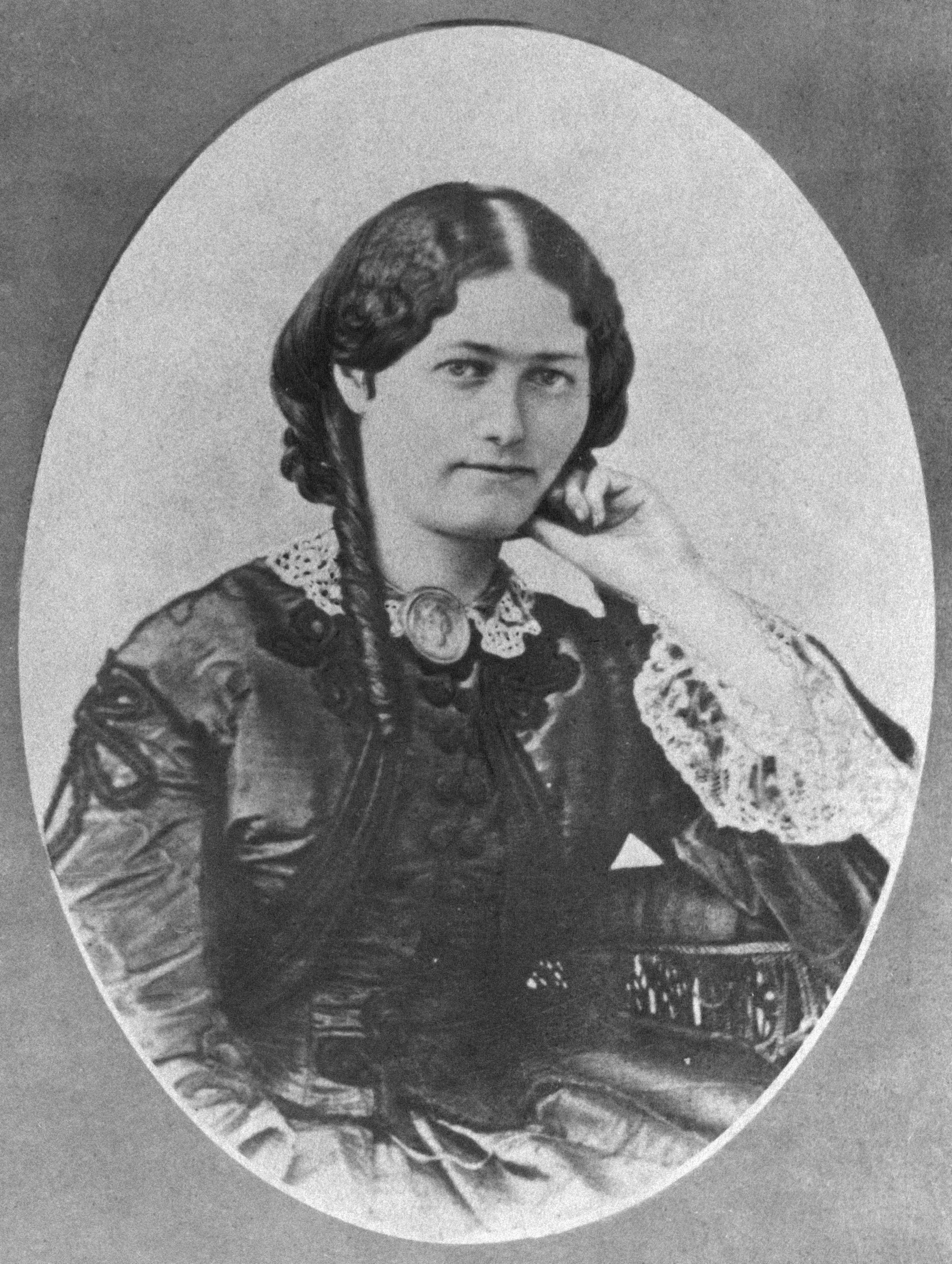
Clémence Royer, 1865 von Félix Nadar fotografiert

Clémence Augustine Royer (* 21. April 1830 in Nantes; † 6. Februar 1902 in Neuilly-sur-Seine) war eine französische Autorin, Anthropologin, Philosophin und Feministin. Bekannt wurde sie 1862 durch ihre viel diskutierte Übersetzung von Charles Darwins Über die Entstehung der Arten.

## Leben
Clémence Augustine Audouard wurde 1830 in Nantes als uneheliche Tochter und einziges Kind des Offiziers Augustin-René Royer und der Schneiderin Joséphine-Gabrielle Audouard geboren. Als die Eltern sieben Jahre später heirateten, erhielt sie den Nachnamen des Vaters. Royers Vater nahm als Legitimist an der Rebellion zur Wiedereinsetzung der Bourbonen-Könige teil. Nach der Niederschlagung des Aufstandes floh die Familie in die Schweiz und lebte dort vier Jahre, bevor sie nach Frankreich zurückkehren konnte und sich in Orléans niederließ. Dort stellte sich der Vater und wurde angeklagt, aber wohl freigesprochen.
Royer wurde in den ersten zehn Lebensjahren von den Eltern unterrichtet und durfte dann die Schule Sacré-Cœur in Le Mans besuchen. Da sie dort unglücklich war, blieb sie nur kurze Zeit und wurde dann wieder zuhause von den Eltern unterrichtet. Als Royer 13 Jahre alt war, zog die Familie nach Paris.
Bald trennten sich die Eltern und der Vater ging zurück in die alte Heimat. Mutter und Tochter blieben in der französischen Hauptstadt. Intensiv erlebte sie die Februarrevolution 1848 mit, wurde von den republikanischen Ideen erfasst und sagte sich von den politischen Idealen ihres Vaters los. Als ihr Vater ein Jahr später starb, erhielt sie ein kleines Erbe und konnte sich damit ihren Studien widmen. Anschließend arbeitete sie als Lehrerin an einer Sekundarschule. Im Januar 1854 trat sie eine Stelle an einer Privatschule für Mädchen in Haverfordwest (Wales) an. Dort blieb sie ein Jahr und ging dann wieder nach Frankreich zurück, wo sie zuerst an einer Schule in Touraine und ab Frühjahr 1856 in einer Schule bei Beauvais arbeitete. In dieser Zeit beschäftigte sie sich stark mit ihrem katholischen Glauben.

### Aufenthalt in der Schweiz
Im Juni 1856 ging Royer nach Lausanne und lebte dort vom Erbe ihres Vaters. Sie las in dieser Zeit viel und beschäftigte sich intensiv mit den Anfängen des Christentums. 1858 hielt Royer – inspiriert von der schwedischen Autorin Frederika Bremer – vier Vorlesungen über Logik, die Frauen vorbehalten waren. In dieser Zeit lernte sie auch eine Gruppe französischer Exilanten um den Freidenker Pascal Duprat (1815–1885) kennen, der an der Académie de Lausanne Politikwissenschaften lehrte und zwei Magazine herausgab. Obwohl er 15 Jahre älter und verheiratet war, wurden die beiden später ein Paar und Eltern eines gemeinsamen Sohnes.
Royer begann als Assistentin bei Duprats Magazin Le Nouvel Économiste zu arbeiten. Duprat ermunterte sie zu schreiben und half ihr dabei, ihre Lesungen zu bewerben. Als sie im Winter 1859/60 eine neue Vorlesungsreihe über Naturphilosophie für Frauen begann, veröffentlichte Duprats Herausgeber in Lausanne ihren ersten Vortrag Einführung in die Philosophie der Frauen. Der Vortrag ist ein frühes Zeugnis ihrer Ansichten über die Rolle der Frau in der Gesellschaft. Auch nach dem Umzug von Duprat nach Genf schrieb Royer weiter Literaturrezensionen für Duprats Magazin und lebte im Winter 1860/61 selbst kurz in der Stadt.
Als das Schweizer Kanton Waadt 1860 einen Preis für den besten Essay über Einkommenssteuern auslobte, schrieb Royer ein Buch über die Geschichte und die Praxis der Einkommensteuer und erhielt dafür den zweiten Preis. Das Buch wurde 1862 unter dem Titel Théorie de l’impôt ou la dîme social veröffentlicht. Es enthielt auch eine Abhandlung über die wirtschaftliche Bedeutung der Frauen und ihre Pflicht, Kinder zu bekommen. Durch dieses Buch wurde sie erstmals außerhalb der Schweiz bekannt.
Im Frühjahr 1861 besuchte Royer Paris und hielt eine Reihe von Vorträgen. Dabei lernte sie auch die Gräfin Marie d’Agoult kennen. Die beiden Frauen begannen eine intensive Freundschaft und schrieben sich lange Briefe, in denen Royer immer wieder Artikel mitschickte, die sie für das Journal des Économistes geschrieben hatte.

### Die Übersetzung vonÜber die Entstehung der Arten

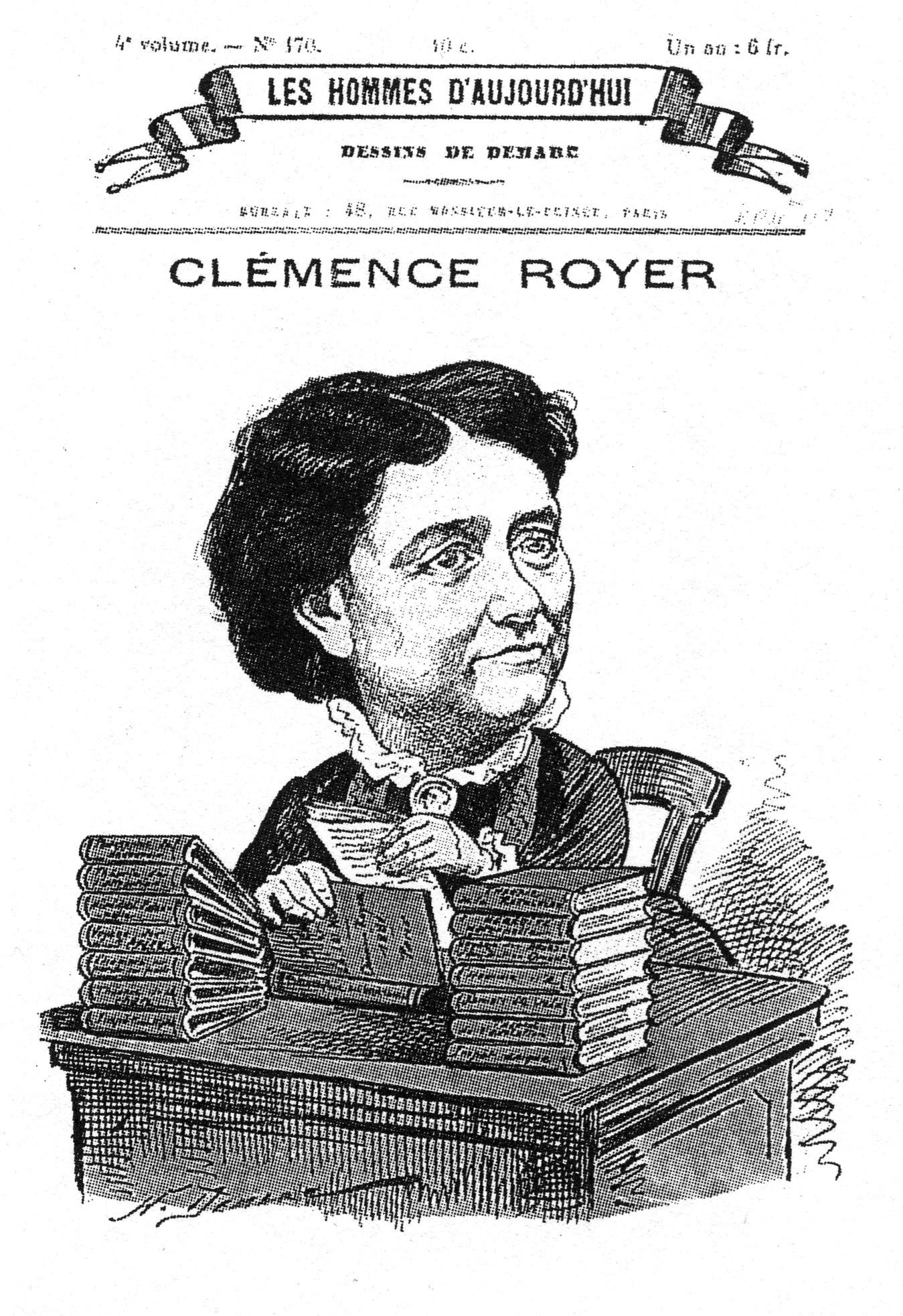
Karikatur von Clémence Royer in Les Hommes d’aujourd’hui (1881)

Bis heute ist nicht genau bekannt, wie Royer den Auftrag zur Übersetzung von Darwins Über die Entstehung der Arten erhielt. Darwins Wahl als Übersetzerin fiel auf Louise Belloc, die aber ablehnte, weil sie befürchtete, das Buch sei zu technisch. Darwin war von dem Franzosen Pierre Talandier kontaktiert worden, doch der fand keinen Verlag. Royer kannte die Schriften von Jean-Baptiste Lamarck und Thomas Robert Malthus und erkannte schnell die Bedeutung der Arbeit von Darwin. Sie war es wohl auch, die den Kontakt zu einem Verleger Guillaumin herstellte. In einem Brief vom 10. September 1861 bat Darwin seinen englischen Verleger Murray darum, Clémence-Auguste Royer eine Ausgabe des Buches zu schicken, da diese einen französischen Verleger gefunden habe. Der Schweizer Naturforscher René-Édouard Claparède hatte angeboten, Royer bei den biologischen Fachbegriffen behilflich zu sein.
Royer übersetzte nicht nur den Text, sie verfasste auch ein langes Vorwort und erklärende Fußnoten. In ihrem Vorwort zweifelte sie nicht nur die göttliche Schöpfung an, sondern schrieb auch über die natürliche Auslese des Menschen und über das, was sie als negative Konsequenzen des Schutzes der Schwachen sah. Gerade diese eugenischen Thesen steigerten bald ihre Bekanntheit. Ihr Vorwort nahm allerdings vor allem Bezug auf die Ideen von Lamarck und weniger auf Darwin. Im Juni 1862 schrieb Darwin in einem Brief an den amerikanischen Botaniker Asa Gray: „Vor zwei oder drei Tagen erhielt ich die französische Übersetzung [...] von Fräulein Royer, die eine der klügsten und sonderbarsten Frauen in Europa sein muss: sie ist eine leidenschaftliche Gottgläubige & hasst das Christentum, & erklärt, dass die natürliche Auslese & der Kampf ums Überleben die Sterblichkeit, die Natur des Mannes, der Politik etc. etc. erklärt!!!. Sie landete einige ausgefallene und gute Treffer, & sagte, sie sollte ein Buch über diese Dinge [...] veröffentlichen.“
Trotzdem schien Darwin von Zweifeln geplagt zu sein, denn einen Monat später schrieb er an den französischen Zoologen Armand de Quatrefages: „Ich wünschte, die Übersetzerin wüsste mehr über Naturgeschichte; sie muss eine kluge aber seltsame Dame sein; aber ich hatte vor ihrem Angebot, mein Buch zu übersetzen, noch nie von hier gehört.“ Darwin schien insbesondere unglücklich über Royers Fußnoten zu sein, in denen sie immer wieder Darwins selbst geäußerte Zweifel zu zerstreuen versuchte.
Die zweite Auflage wurde in Frankreich 1866 publiziert und Darwin hatte dafür einige Änderungen vorgenommen und Fehler beseitigt. Der Titel wurde gekürzt und Royer feilte an ihrer Übersetzung. Außerdem schwächte Royer ihre eugenischen Theorien im Vorwort ab, ergänzte dafür einige wohlwollende Worte zu den Freidenkern und beschwerte sich über die Kritik der katholischen Presse.
Royer publizierte noch eine dritte Auflage, ohne diese mit Darwin abzustimmen. Dafür schrieb sie ein neues Vorwort, in dem sie Darwin für seine Pangenesistheorie kritisierte, die dieser 1868 in seiner Arbeit Die Variation von Tieren und Pflanzen unter Domestikation veröffentlicht hatte. Dabei unterlief ihr der Fehler, ihre Übersetzung nicht zu aktualisieren, und so erschien das Buch ohne die Änderungen, die Darwin in der vierten und fünften englischen Auflage vornahm. Als Darwin davon erfuhr, war er ungehalten. Er wandte sich an den französischen Verleger Reinwald und den Naturforscher Jean-Jaques Moulinié in Genf, der Die Variation von Tieren und Pflanzen unter Domestikation übersetzt hatte, und bat die beiden um eine Neuübersetzung der fünften Auflage. Im November 1869 beschwerte sich Darwin in einem Brief an Hooker über Royer und deren Kritik an seinen Thesen und vermutete, dass Royer wütend sei, weil er nicht sie um die Übersetzung von Die Variation von Tieren und Pflanzen unter Domestikation gebeten habe.
Trotz Darwins Ärger bat er Moulinié darum, Royers Übersetzungen genau zu studieren. Die Veröffentlichung wurde durch den Deutsch-Französischen Krieg, die Pariser Kommune und den Tod von Moulinié im Jahr 1872 allerdings stark verzögert. So erschien die neue französische Übersetzung erst 1873, dann allerdings in einer aktualisierten Fassung mit den Änderungen der sechsten englischen Auflage, die im Jahr zuvor erschienen war.

### Aufenthalt in Italien

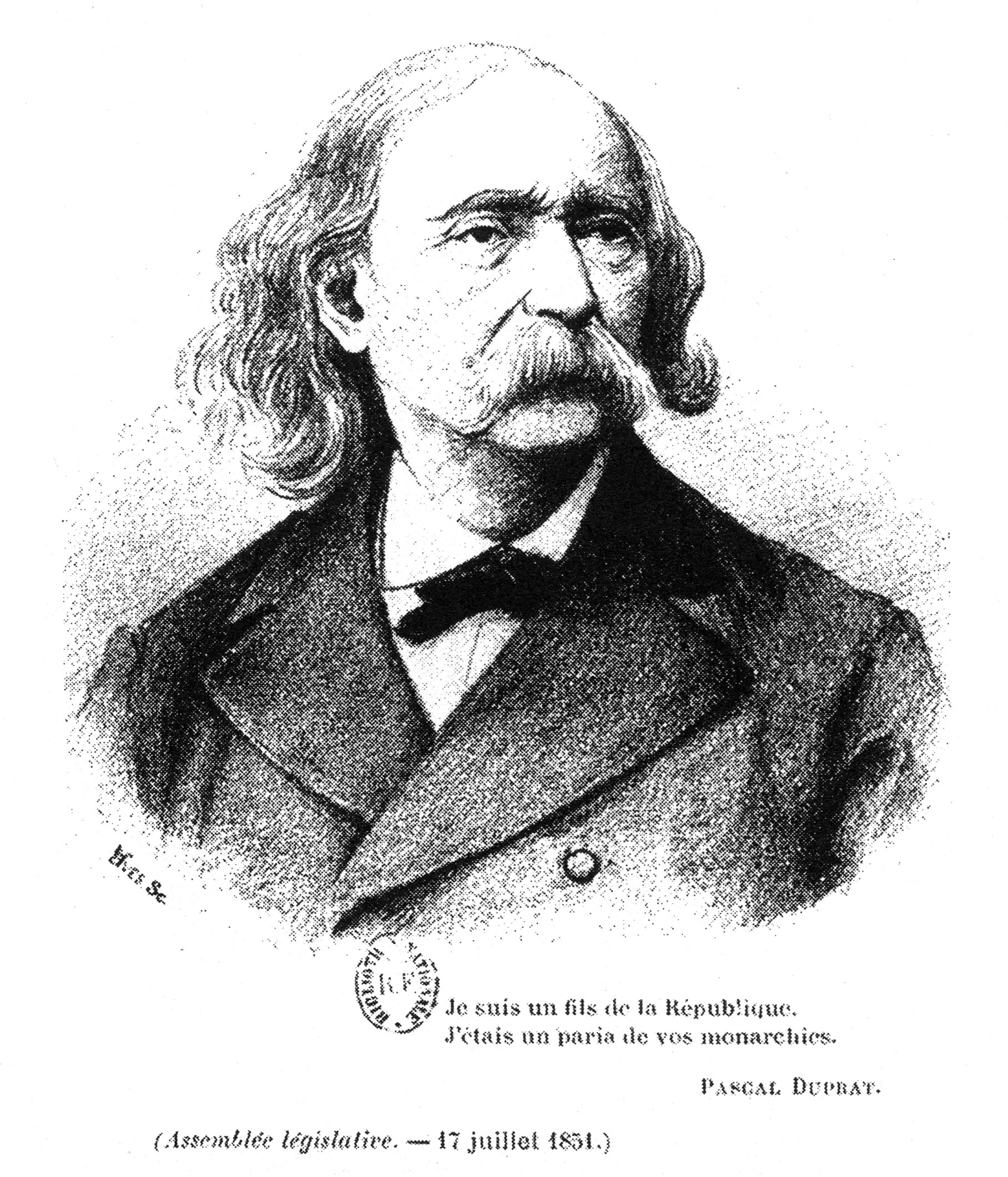
Porträt von Pascal Duprat (ca. 1880)

Royers Übersetzung von Über die Entstehung der Arten verschaffte ihr große Bekanntheit in Frankreich. Immer wieder erhielt sie Anfragen für Vorlesungen über den Darwinismus. Den Winter 1862/63 verbrachte sie in Belgien und den Niederlanden. Außerdem arbeitete sie an ihrem Roman Les Jumeaux d’Hellas, einem Melodrama, das in Italien und der Schweiz spielt. Sie veröffentlichte es 1864 – allerdings ohne großen Erfolg. Sie veröffentlichte auch weiter Literaturrezensionen und Beiträge über gesellschaftswissenschaftliche Themen im Journal des Économistes. Immer wieder traf sie in dieser Zeit bei Treffen in ganz Europa Duprat.
Im August 1865 zog Royer von Lausanne nach Paris. Duprat, der vom zweiten französischen Kaiserreich geächtet worden war, lebte heimlich bei ihr. Drei Monate später zog das Paar nach Florenz und lebte dort ganz offen zusammen. Am 12. März 1866 kam der gemeinsame Sohn René zur Welt. Mit der neuen Aufgabe als Mutter wurde es wesentlich schwieriger zu reisen, doch Royer schrieb weiter und veröffentlichte eine Artikelserie über Jean-Baptiste Lamarck. Außerdem arbeitete sie an einem Buch über die Entwicklung der menschlichen Gesellschaft L’origine de l’homme et des sociétés, das 1870 veröffentlicht wurde. Das Thema hatte Darwin bisher vermieden und mit Die Abstammung des Menschen und die geschlechtliche Zuchtwahl erst ein Jahr später abgehandelt.
Ende 1868 verließ Duprat Florenz und ging nach Spanien, um für das Journal des Économistes von der spanischen Revolution zu berichten. 1869 kehrte Royer mit ihrem Sohn nach Paris zurück. So konnte ihre Mutter ihr bei der Erziehung des Kindes behilflich sein.

### Paris und dieSociété d’Anthropologie
Auch wenn Darwin ihr die Erlaubnis zur Übersetzung seines Buches entzogen hatte, war Royer von seinen Ideen immer noch überzeugt und nahm auch ihre Vortragstätigkeit über die Evolution wieder auf. Darwins Theorien hatten nur wenig Einfluss auf die französischen Wissenschaftler gehabt und nur wenige Veröffentlichungen erwähnten sein Werk. Man war allgemein der Ansicht, dass es keinen Beweis für die Evolution gebe und Darwin auch nur wenig neue Beweise geliefert habe. 1870 war Royer die erste Frau in Frankreich, die in eine wissenschaftliche Gesellschaft aufgenommen wurde, als sie in die Société d’anthropologie de Paris gewählt wurde. Obwohl viele republikanische Freidenker, wie etwa Charles Jean-Marie Letourneau und der Völkerkundler Gabriel de Mortillet, Mitglied waren, wurde Royer von den eher konservativen Armand de Quatrefages und dem Physiker Jules Gavarret vorgeschlagen. Mehr als 15 Jahre war sie das einzige weibliche Mitglied. Mehrfach durfte sie im Bulletin de la Société d’Anthropologie de Paris Beiträge veröffentlichen. Immer wieder setzte sie sich dabei für Darwins Ideen ein.
Als Duprat 1885 plötzlich verstarb, konnten weder Royer noch ihr gemeinsamer Sohn einen Teil des Erbes beanspruchen. Royer hatte nur ein kleines Einkommen und musste damit auch ihren Sohn unterstützen, der inzwischen an der École polytechnique studierte. In einem Schreiben an das Ministère de l’Instruction Publique bat sie um eine regelmäßige Rente, erhielt aber nur eine kleine Summe und musste diese jedes Jahr neu beantragen.
Immer wieder organisierte die Société d’Anthropologie Vorträge. 1887 hielt Royer zwei Vorlesungen zu dem Thema L’Évolution mentale dans la série organique. Inzwischen war sie krank geworden und nahm nur noch selten an den Zusammenkünften der Gesellschaft teil.

### Feminismus undLa Fronde
Royer nahm 1878 am ersten Internationalen Kongress für Frauenrechte teil, ergriff aber nicht das Wort. Für den Kongress im Jahr 1889 wurde sie von Maria Deraismes gebeten, den Vorsitz der Fachgruppe Geschichte zu übernehmen. In ihrer Ansprache betonte sie, dass die Einführung des Frauenwahlrechts wohl zu einem größeren Einfluss der Kirche führen könne und deshalb die Bildung von Frauen unbedingt Vorrang haben müsse.
Als Marguerite Durand 1897 die feministische Zeitung La Fronde gründete, wurde Royer zur regelmäßigen Korrespondentin und schrieb Artikel über wissenschaftliche und soziale Themen. Im gleichen Jahr organisierten ihre Kollegen bei der Zeitung ein Bankett zu ihren Ehren und luden bedeutende Wissenschaftler ein.
Ihr Buch La Constitution du Monde über Kosmologie und die Struktur von Materie erschien 1900. Darin kritisiert sie Wissenschaftler für ihre extreme Spezialisierung und hinterfragt wissenschaftliche Theorien. Die wissenschaftliche Gemeinschaft lehnte das Buch allerdings ab und eine Rezension im Magazin Science schrieb, ihre Theorien offenbarten „... in jedem Punkt einen beklagenswerten Mangel an wissenschaftlicher Ausbildung und Geist.“
1891 war sie in das Altersheim Maison Galignani in Neuilly-sur-Seine eingezogen, das der Verleger William Galignani gegründet hatte. Royer starb 1902 im Maison Galignani in Neuilly-sur-Seine. Ihr Sohn starb nur sechs Monate nach ihr in Indochina an Leberversagen.

„Im Februar dieses Jahres starb im Hospiz Galignani in Paris die Philosophin Clemence Royer, die Erste, die in Frankreich Darwin verstand und übersetzte. Die grosse Frau, welche die jetzt bei den Franzosen unpopuläre metaphysische Doctrin verfocht (ihr letztes und bedeutendstes Werk ist »La constitution du monde«), wurde erst an ihrem Lebensabend berühmt. Als Hauptursache dieser langen und unverdienten Obscurität gibt sie selbst in einem bitteren Worte ihres Testamentes ihr Weibthum an. »J’ai toujours souffert d’être femme.« In diesen Worten liegt das ganze tragische Schicksal jener heldenmüthigen Frauen, die als Erste für die Frauensache kämpften und die uns die Wege bahnten.“

## Ehrungen
- 1900: Mitgliedschaft der Ehrenlegion[61]
- Das Lycée général in Fonsorbes, eine Schule in Saint-Nazaire und das Collège in Montpellier sind nach Royer benannt. Außerdem tragen Straßen in Nantes, Rennes, La Roche-sur-Yon und Paris ihren Namen.

## Schriften (Auswahl)
- Introduction à la philosophie des femmes: Leçon d'ouverture. A. Larpin, Lausanne 1859
- Théorie de l'impôt ou la dîme social. 2 Bände, Guillaumin, Paris 1862
- Les Jumeaux d'Hellas. 2 Bände, Lacroix, Verbroecken, Brüssel 1864
- Lamarck: sa vie, ses travaux et son système. In: La Philosophie Positive, Nr. 3, 1868/69, S. 173–205, 333–372
- L'origin de l'homme et des sociétés. Guillaumin and Masson, Paris 1870
- Le Bien et la loi morale: éthique et téléologie. Guillaumin, Paris 1881
- Attraction et gravitation d’après Newton. In: La Philosophie Positive , Nr. 31, 1883, S. 206–226
- L’Évolution mentale dans la série organique. In: Revue Scientifique, Nr. 39, 1887, S. 749–758
- La constitution du monde: dynamique des atomes, nouveaux principes de philosophie naturelle. Schleicher, Paris 1900